# Особняк Беретти
Особняк Беретти (укр. Особняк Беретті) — памятник истории и архитектуры в Киеве, расположенный на Владимирской улице, 35.

## История
Усадьбу на углу улиц Владимирской и Малоподвальной Александр Беретти приобрел 1846 году у Е. Маковской. В 1848 году Александр Беретти по собственному проекту построил двухэтажный особняк в стиле позднего классицизма с флигелем и служебными помещениями. Стены были поштукатурены и украшен рустом, одинаково распланированы интерьеры. Лестница была вылита из чугуна, в комнатах было устроено камины из белого и чёрного мрамора. Слева особняка располагался сад с беседкой, во дворе существовал колодец (до 1872 года, когда был проложен водопровод), далее находились служебные помещения.
В 1858 году Александр Беретти продал усадьбу чиновнику Протопопову, а в 1870 году особняк вновь меняет владельца — его покупает жена купца 1-й гильдии И. Михайловская. В 1871 году новая владелица осуществила определенные перестройки особняка — устроены лепные плафоны, а в зале и гостиной были расписаны стены итальянским художником Алиауди. На фасаде особняка появился герб владельца — на щите в красном поле три золотые копья направленные в звезду, на нашлемнике — козёл. Михайловские владели особняком до 1919 года, когда он был национализирован.
С 1921 года в здании размещались штаб милиции, участок уголовного розыска. В 1927 году особняк был передан Исторической секции ВУАН. Здание было отремонтировано и оформлено Василием Кричевским. В здании располагался и кабинет председателя секции Михаила Грушевского. При ремонте были потеряны росписи Алиауди, а в 1934 году — снят герб Михайловского. С 1934 года особняк принадлежал ЦККП (б) У, а с 1936 года — НКВД.
Сейчас в здании находится приемная Службы безопасности Украины, фасад дома украшает мемориальная доска Михаилу Грушевскому.